# Ronny Aleaga
Ronny Xavier Aleaga Santos (Guayaquil, 4 de julio de 1984) es un ex legislador de la Asamblea Nacional y prófugo de la justicia ecuatoriano.

## Biografía
Estudió en la Academia Naval Almirante Illingworth donde fue brigadier, miembro de la banda de guerra y seleccionado de natación y volleybol.
A la edad de 14 años, se unió a los Latin Kings, en donde era conocido como King Reaper, teniendo disputas con miembros de los Ñetas. En 2002 tuvo un acercamiento de reinserción a la sociedad con la fundación Serpaz, pero no fue hasta 2008 que, junto al Gobierno y Serpaz, lograron conseguir un acuerdo de paz con Los Ñetas y ser reconocidos como una agrupación social y no como pandilleros. El proceso fue considerado como un ejemplo mundial por la BBC.
En 2006 comenzó a militar en la política para el movimiento Alianza PAIS, donde fue voluntario en las campañas para autoridades nacionales.
En 2011 se graduó en la Universidad Tecnológica ECOTEC, como Ingeniero en Administración de Empresas, piloto de avión y creó empresas familiares.
En 2013 fue asesor de asociaciones agrícolas del área rural del cantón Durán. En 2014 fue asesor externo del asambleísta Octavio Villacreses. En 2015 fue Consejero Provincial de Acción Política y Organización Territorial de la Juventud PAIS Guayas. En 2016 fue Coordinador Provincial de la Juventud PAIS en la Provincia del Guayas.
En 2017 fue electo como asambleísta alterno de Sofía Espín, con el partido Alianza PAIS. Su participación en la Asamblea era esporádica, hasta que reemplazó a Espín, luego de ser destituida por supuestamente cambiar la versión de un testigo en un caso que involucra al expresidente Rafael Correa, siendo principalizado en noviembre de 2018.
En enero de 2018 se desafilió del Movimiento Alianza PAIS, debido a la ruptura entre Rafael Correa y Lenín Moreno, uniéndose a Revolución Ciudadana, un partido creado con miembros afines a Correa.
Aleaga mantuvo en reserva su integración en los Latin Kings, por prejuicio, sin embargo, luego que la legisladora Ana Galarza de CREO, declarara que su familia fue amenazada por los Latin Kings, él decidió pronunciarse a inicios de 2019 en la Asamblea, para defender a quienes considera hermanos en dicha agrupación, mientras se colgaba un collar con cuencas amarillas y negras que lo identifican como miembro latin king.
En 2021 fue reelecto como asambleísta por UNES, siendo asignado como tercer vocal del Concejo de Administración Legislativa.
En 2022, Estados Unidos le notificó su anulación de la visa, luego que Fernando Villavicencio hiciera público una fotografía como parte de una investigación donde aparece Aleaga junto a Xavier Jordan, quien está vinculado a actos delictivos con el narcotraficante Leandro Norero y Daniel Salcedo, en una piscina de una casa en Miami.
Su período como legislador debió culminar para 2025, sin embargo debido a la muerte cruzada declarada por el entonces presidente Guillermo Lasso a quien se le estaba realizando un juicio político, sus actividades como Asambleista cesaron en 2023.
En 2024 se lo vinculó al Caso Metástasis, luego que se lo identificara en unos chats entre Norero y Jordan, quienes se referían a él con el alias El Ruso, donde planificaban acabar con quien estaba develando sus entramados delictivos, refiriéndose a Fernando Villavicencio, por esto la Fiscalía del Estado emitió una orden de prisión para Aleaga, quien además de desafiliarse del Movimeinto Revolución Ciudadana, huyó prófugo del país.